# Botafogo (caballo)
Botafogo (1914 - 1922) Argentina, fue un legendario purasangre de las carreras sudamericanas. Gran ídolo en Argentina, era la versión sudamericana de Man o' War para los estadounidenses. Una vez en su trayectoria fue derrotado en el Gran Premio Carlos Pellegrini de 1918 por Grey Fox. Descendiente del también argentino Old Man, nació en el Haras El Moro, murió en el Haras Chapadmalal.